# Carl-Loewe-Museum
Het Carl-Loewe-Museum is een museum in Löbejün in de Duitse deelstaat Saksen-Anhalt. Het is gewijd aan de componist, organist, pianist en zanger Carl Loewe.

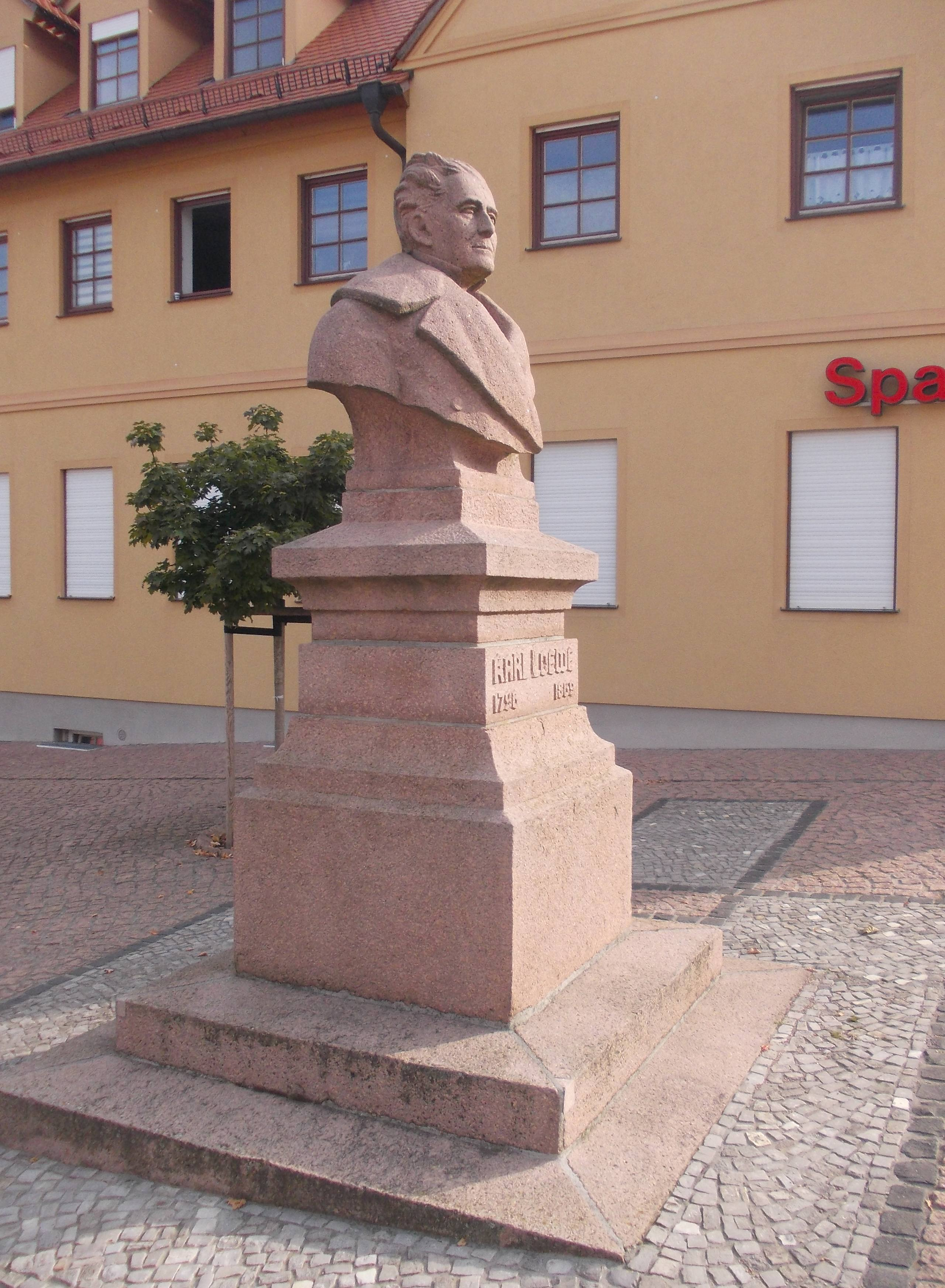
Buste van Loewe

Het museum werd in april 2014 geopend na een renovatie die voor een groot deel werd gefinancierd door het land Saksen-Anhalt, de Saalesparkasse en de Ostdeutsche Sparkassenstiftung. Het huis bevindt zich in de oude binnenstad op de restanten van de muren waar voorheen het geboortehuis van Loewe heeft gestaan.
In het museum wordt ingegaan op het werk en leven van Loewe. Een opstelling van meubels geeft een beeld van de inrichting van het huis in die tijd. Het museum bezit een grote verzameling geluidsdragers met zijn muziek. In een muziekzaal kunnen ballades en liederen door de bezoeker beluisterd worden.
Er worden een groot aantal originele geschriften getoond, zoals handgeschreven bladmuziek, ondertekende muziekcomposities, eerste uitgaven en brieven. Daarnaast staan er wetenschappelijke publicaties over de musicus.
Het museum is betrokken bij de organisatie van verschillende evenementen. Door de gitaar- en pianolessen die door de naar Carl Loewe vernoemde muziekschool van Saalekreis worden gegeven, is er wekelijks muziek te horen in het museum